# Ordinacions de Pere el Cerimoniós

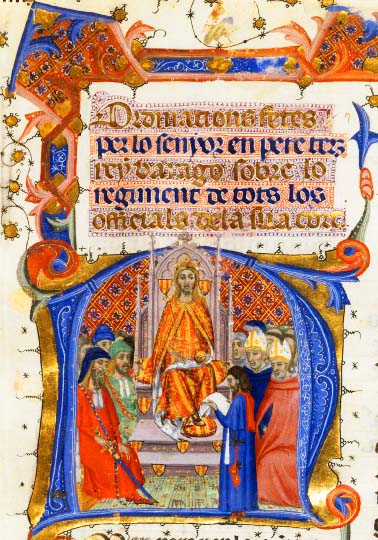
Caplletra N d'un manuscrit en català: Ordinacions fetes per lo senyor en pere terz rey d'aragó sobre lo regiment de tots los officials de la sua cort. (BNF, ms. esp. 99, f.1)

Les Ordinacions de Pere III —de títol complet, Ordinacions fetes per lo Senyor en Pere terç rey d'Aragó sobre lo regiment de tots los officials de la sua cort— són el conjunt de regles i disposicions estatuïdes vers el 1344 pel rei Pere el Cerimoniós (que signava com Pere terç) sobre el funcionament de la Casa reial d'Aragó. Annexes a les Ordinacions de la Casa reial, hi ha les ordinacions sobre el cerimonial de coronació dels reis d'Aragó (en aragonès: Ordinacion feyta por el muyt alto e muyt excellent Princep e Senyor el Senyor Don Pedro tercero Rey dAragon, de la manera como los Reyes dAragon se faran consagrar e ellos mismos se coronaran).

## Manuscrit original o manuscrit vell

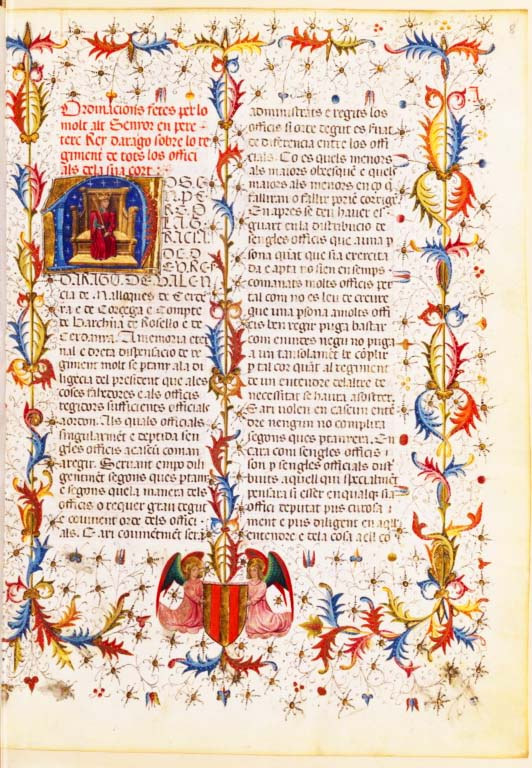
Manuscrit en català, còpia de l'any 1461 feta per Francesc Vidal: Ordinacions fetes per lo senyor en Pere terz, rey d'Aragó, sobre lo regiment de tots los officials de la sua cort (BNF, ms. esp. 8, f.5)

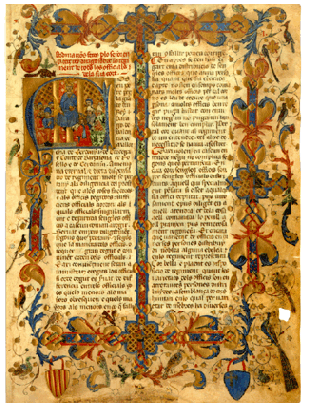
Manuscrit en català: Ordinacinons fetes per lo Senyor en Pere terç rey d'Arago sobre lo regiment de tots los officials de la sua cort
(Biblioteca de la Fundació Bartolomé March Servera -antiga col·lecció Phillips- f.1)

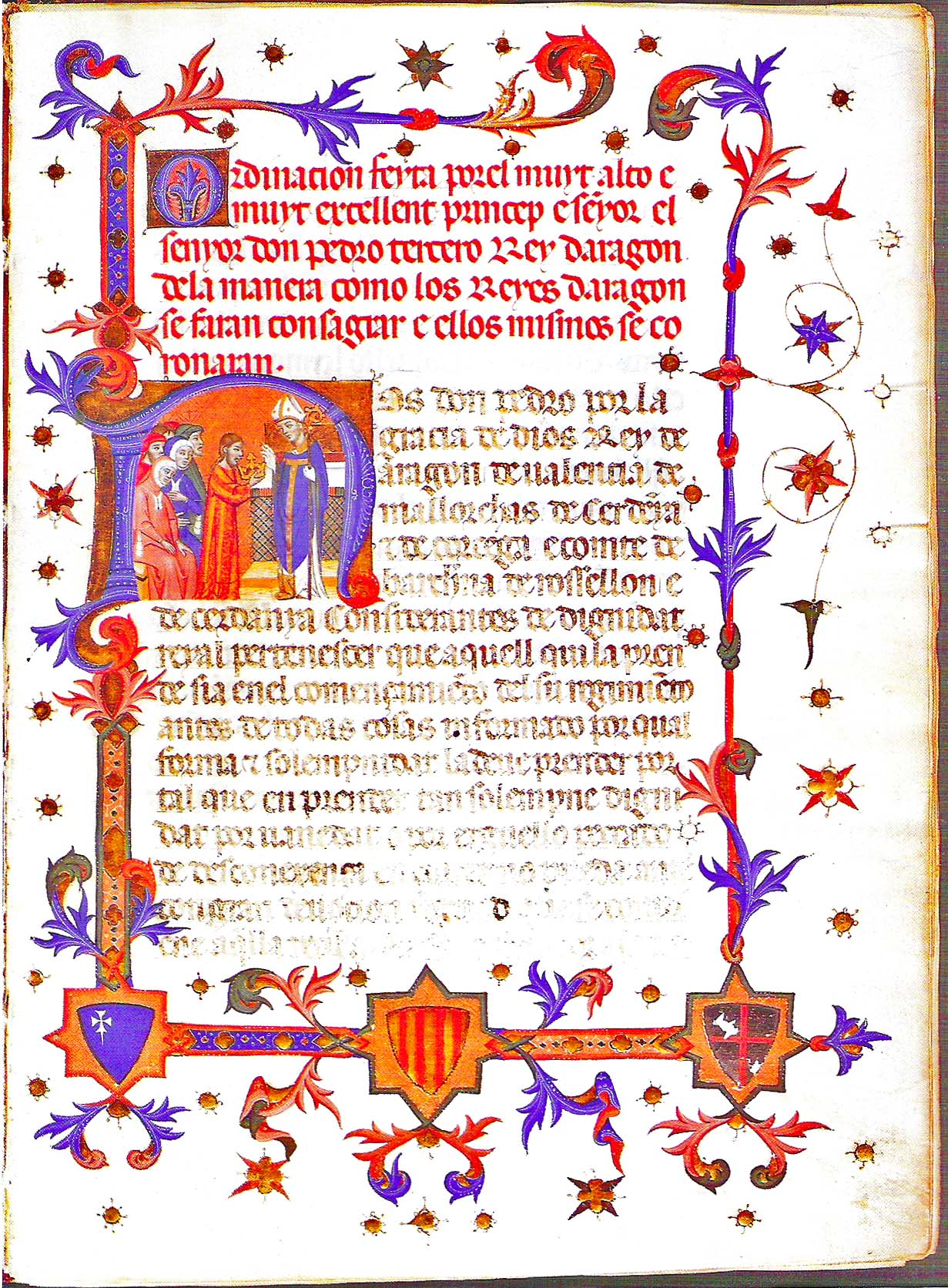
Manuscrit en aragonès de la part dedicada al ceremonial de la coronació: Ordinacion feyta por el muyt alto e muyt excellent Princep e Senyor el Senyor Don Pedro tercero Rey d'Aragon de la manera como los Reyes d'Aragon se faran consagrar e ellos mismos se coronaran
(Biblioteca de la Fundación Lázaro Galdiano en Madrid ms. R.14.425)

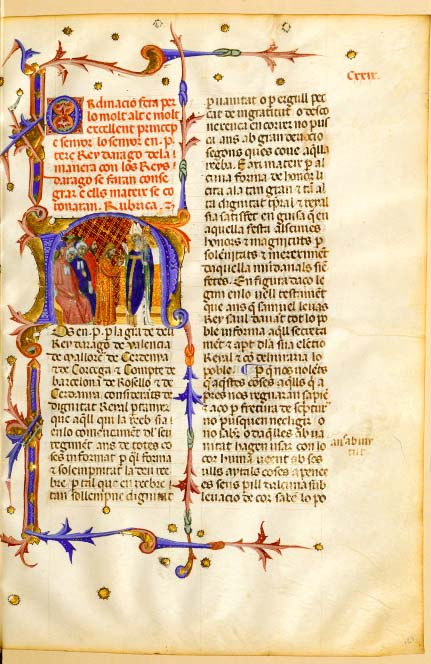
Manuscrit en català de la part dedicada al ceremonial de la coronació:
Ordinacio feta per lo dit senyor rey de la manera con los Reys d'Aragó se faran consegrar e ells mateix se coronaran. (BNF, ms. esp.99, f.129)

Les Ordinacions són en origen una còpia de les Leges palatinae regni Maoricarum estatuïdes per la cort del rei de Mallorca. El text llatí mallorquí fou copiat, traduït i polit per Mateu Adrià, secretari del monarca, usant un català amb forta influència llatina que influiria en els escrits en prosa culta posteriors. Després fou revisat personalment i postil·lat per la mateixa mà del rei en Pere IV d'Aragó. Aquest manuscrit esdevingué el punt de referència bàsic a partir del qual es feren la resta de còpies encarregades pel rei. El manuscrit original o, tal com l'anomenava el rei en Pere, el "manuscrit vell", s'havia conservat durant segles i es custodiava a l'Arxiu de la Corona d'Aragó, però per la "Real Orden del 20 de noviembre de 1797" fou traslladat a Madrid. Allí va desaparèixer i se n'havia perdut tot rastre, fins que al segle xx fou redescobert a la Universitat de València.

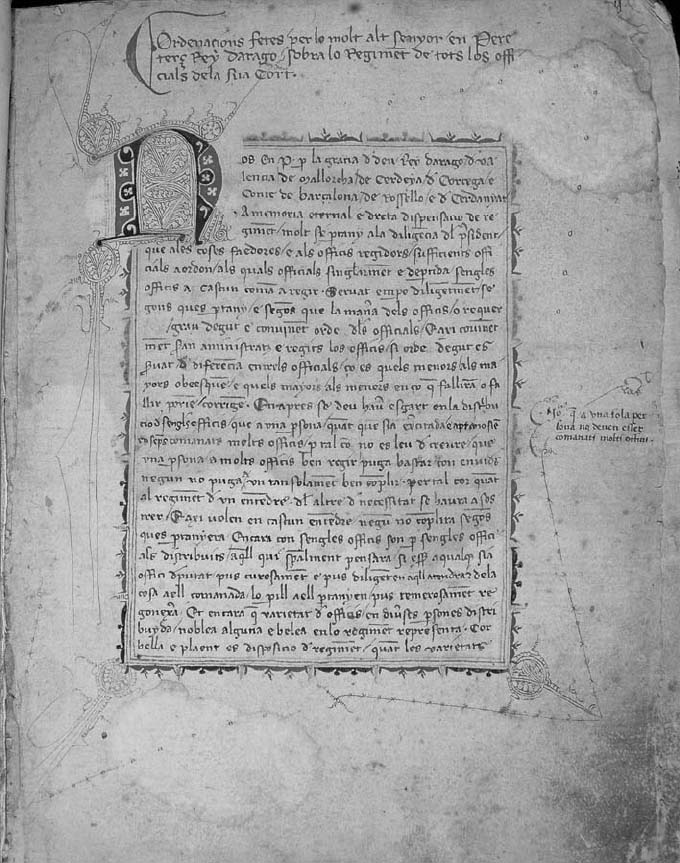
Universitat de València, Biblioteca General i Històrica, s/s, f. 1 r

## Contingut
Les còpies dels manuscrits que ens han arribat determinen que les Ordinacions sobre el funcionament de la Casa (pròpiament dites) consten de quatre parts, que es complementen amb les ordinacions sobre el cerimonial de la coronació dels reis i les reines d'Aragó.
- Ordinacions sobre els oficials de la cort

1. Primera part: dels oficials de la cort
2. Segona part: dels oficis
3. Tercera part: dels oficis
4. Quarta part; de la Casa, calendari i festes

- Ordinacions sobre la coronació dels reis d'Aragó

- Ordinacions sobre la coronació de les reines d'Aragó

## Còpies
Segons el manuscrit original, el mateix rei en Pere IV d'Aragó n'encarregà diverses còpies:
- 1352: el rei mana pagar 600 sous a Johan Gil de Castiello per dues còpies; una de les ordinacions i una altra sobre astrología
- 1353: el rei mana fer-ne una versió en aragonès
- 1357: el rei mana pagar 250 sous a Ferrer de Magarola per les il·luminacions que ha fet en un llibre de les ordinacions
- 1357: Eximén de Montreal rep l'encàrrec de fer una còpia de les ordinacions i reparar-ne una altra còpia
- 1384: el rei encarrega a Johan de Barbastro una nova còpia de les ordinacions que volia regalar al seu fill

## Manuscrits
- Manuscrit Est. 3 n. 3: Real Biblioteca del Escorial
  - Ceremonial de coronàcio dels reis d'Aragó
  - Títol: "Petri III. Aragonie Regis de Ordine servando in Coronationibus Regum Aragonum"

- Manuscrit MS. R.14.425. Còpia de 1353 en aragonès. Biblioteca del Museu Lázaro Galdiano, Madrid
  - Ceremonial de coronació dels reis d'Aragó de Pere IV d'Aragó
  - Títol: "Ordinacion feyta por el muyt alto e muyt excellent Princep e Senyor el Senyor Don Pedro tercero Rey dAragon de la manera como los Reyes dAragon se faran consagrar e ellos mismos se coronaran"[5]
  - Ceremonial de coronació de les reines d'Aragó de Pere IV d'Aragó

- Manuscrit MS. esp. 98. Còpia de 1412, feta per Joan Coll. Bibliothèque Nationale, París.[3]
  - Ordinacions sobre la Casa reial d'Aragó

- Manuscrit MS. esp. 8. Còpia de l'any 1461, feta per Francesc Vidal. Bibliothèque Nationale, París[3]
  - Ordinacions sobre la Casa reial d'Aragó
  - Ordinacions sobre la Casa reial d'Aragó de Pere IV d'Aragó
  - Ceremonial de coronació dels reis d'Aragó de Pere IV d'Aragó
  - Ceremonial de coronació de les reines d'Aragó de Pere IV d'Aragó
  - Ordinacions del rei Alfons IV d'Aragó
  - Ordinacions del rei Joan I d'Aragó
  - Ordinacions del rei Martí I d'Aragó
  - Ordinacions del rei Ferran I d'Aragó
  - Ordinacions del rei Ferran II d'Aragó

- Manuscrit MS. esp. 62. Bibliothèque Nationale, París[3]
  - Ordinacions sobre la Casa reial d'Aragó

- Manuscrit MS. esp. 63. Bibliothèque Nationale, París[3]
  - Ordinacions sobre la Casa reial d'Aragó

- Manuscrit MS. esp. 64. Bibliothèque Nationale, París[3]
  - Ordinacions sobre la Casa reial d'Aragó

- Manuscrit MS. esp. 99. Bibliothèque Nationale, París[3]
  - Ordinacions sobre la Casa reial d'Aragó
  - Títol: "Ordinacions fetes per lo senyor en pere terz rey d'aragó sobre lo regiment de tots los officials de la sua cort"
  - Ceremonial de coronació dels reis d'Aragó
  - Títol: "Ordinatio feta per lo molt alt e molt excelent princep e senyor lo senyor en Pere terç rey d'Aragó de la manera con los Reys d'Aragó se faran consegrar e ells mateix se coronaran"
  - Ceremonial de coronació de les reines d'Aragó
  - Títol: "Ordinatio feta per lo molt alt e molt excelent princep e senyor lo senyor en Pere terç rey d'Aragó de la manera con les Reynes d'aragó se faran consegrar e los reys d'arago les coronaran"

- Manuscrit MS. esp. 100. Bibliotheque Nationel, París[3]
  - Ordinacions sobre la Casa reial d'Aragó

- Manuscrit MS. B-78. AHCB[6]
  - Ordinacions sobre la Casa reial d'Aragó de Pere IV d'Aragó
  - Títol: "Ordinations fetes per lo molt alt senyor en Pere terç rey d'aragó sobre lo regiment de tots los officials de la sua cort"
  - Ceremonial de coronació dels reis d'Aragó de Pere IV d'Aragó
  - Títol: "Ordinatio feta per lo molt alt e molt excelent princep e senyor lo senyor en Pere terç rey d'Aragó de la manera con los reys d'Arago se faran consegrar e ells mateys se coronaran"
  - Ceremonial de coronació de les reines d'Aragó de Pere IV d'Aragó
  - Títol: "Ordinacio feta per lo dit senyor rey de la manera con les Reynes d'aragó se faran consegrar e los reys d'arago les coronaran"
  - Ordinacions de Martí I d'Aragó
  - Ordinacions de Ferran I d'Aragó
  - Ordinacions sobre la Casa reial d'Aragó de Ferran II d'Aragó

- Manuscrit MS. B-49. AHCB
  - Ordinacions sobre la Casa reial d'Aragó

## Edició consultable
- Hi ha una edició de 1701 amb les Ordinacions de Jaume II de Mallorca i les Ordinacions de Pere el Cerimoniós.[7]